# 행복의 보호색
〈행복의 보호색〉(しあわせの保護色 시아와세노호고쇼쿠[*])은 일본의 여성 아이돌 그룹 노기자카46의 25번째 싱글이다. 2020년 3월 25일에 N46Div.를 통해 발매되었다. 센터는 졸업할 예정인 시라이시 마이가 맡았다.